# Freeman Lacus
Il Freeman Lacus è una struttura geologica della superficie di Titano.